# Йонно произведение на водата
Йонното произведение на водата се нарича произведението от равновесните моларни концентрации на водородните (H+) и на хидрооксидните (OH-) йони. Тя е постоянна величина за дадена температура и се обозначава с KW:
KW = c(H+)*c(OH-) = 10-7 mol/l * 10-7 mol/l = 10-14 mol2/l2 при t = 22 °C
Йонното произведение на водата е постоянна величина при определена температура не само за чистата вода, но и за разредените водни разтвори на електролити. То не зависи от концентрацията на H+ и OH-. Ако се повиши концентрацията на OH-, то тази на H+ намалява. Тази величина дава възможност да се определи концентрацията на единия йон ако се знае концентрацията на другия йон.
KW = const, тъй като водата се дисоциира в много малка степен. Приема се, че концентрацията на недисоциираните молекули е практически постоянна. За да се избегне неудобството при работа с малките стойности на KW, се използва отрицателният му десетичен логаритъм, означен с pKW.